# سرودخوان پورتوریکو
سرودخوان پورتوریکو(نام علمی: Vireo latimeri) نام یک گونه از سرده سرودخوان است.